# 奧丁 (密蘇里州)
奧丁（英語：Odin）是位於美國密蘇里州賴特縣的非建制地區。

## 歷史
奧丁的郵局於1882年設立，其後於1915年停運。

## 地理
奧丁所處的海拔為高於海平面381米（即1250英呎），而該地所採用的時區為UTC-6，即北美中部時區（CST）。同時該地設有夏令時間，為UTC-6調快一小時，即UTC-5（CDT）。